# Tipula (Pterelachisus) harutai
Tipula (Pterelachisus) harutai is een tweevleugelige uit de familie langpootmuggen (Tipulidae). De soort komt voor in het Palearctisch gebied.